# Mycolindtneria pterospora
Mycolindtneria pterospora är en svampart som först beskrevs av D.A. Reid, och fick sitt nu gällande namn av Rauschert 1988. Mycolindtneria pterospora ingår i släktet Mycolindtneria och familjen Stephanosporaceae.   Inga underarter finns listade i Catalogue of Life.